# Vide-greniers

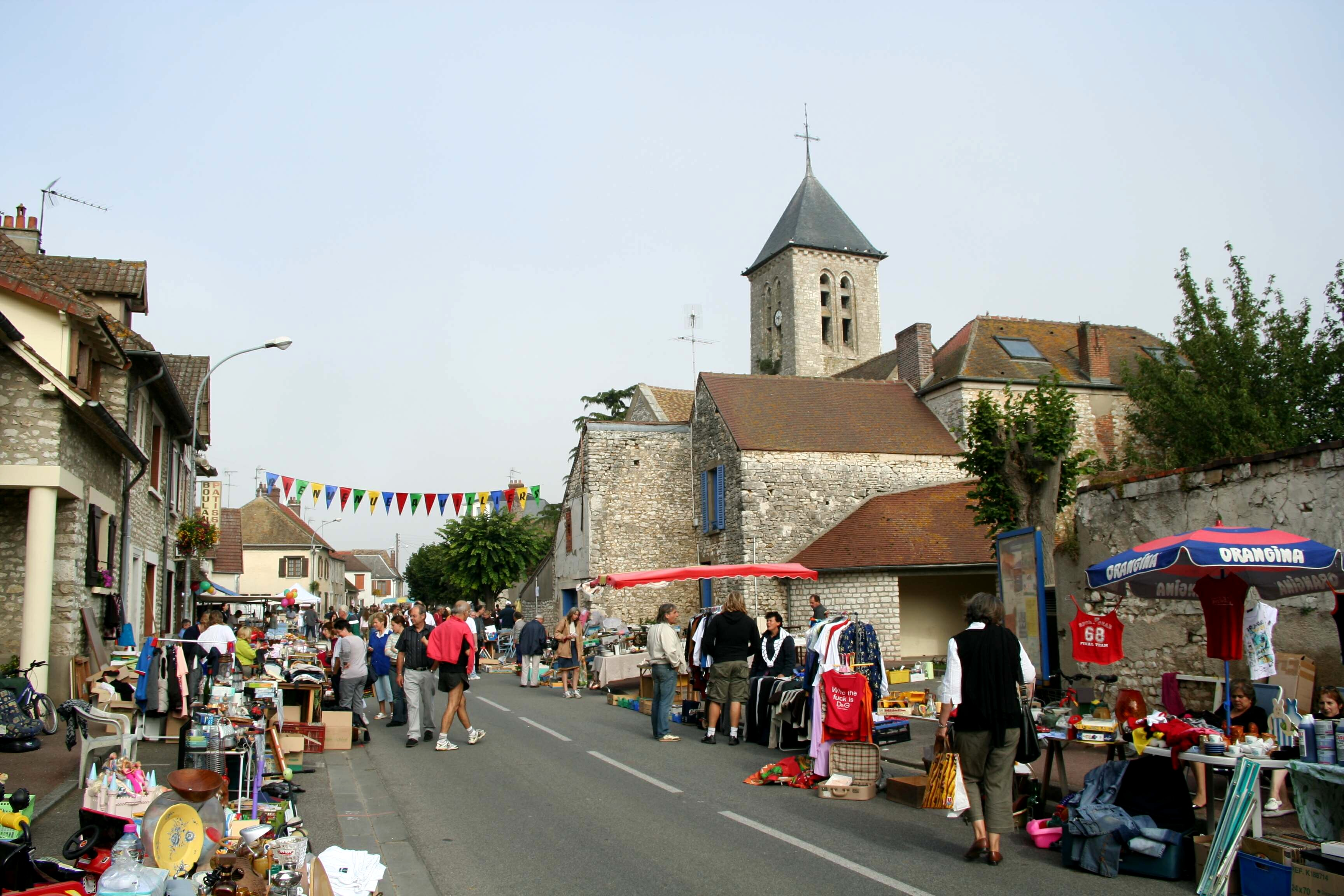
Vide-grenier à Villiers-en-Désœuvre (Eure).

Un vide-greniers (mot invariable), aussi appelé braderie (Flandre, Artois), réderie (Picardie), foire aux puces, foire à tout, foire aux greniers (Normandie), pucier (Dauphiné), bric-à-brac (Centre-ouest), troc et puces, brocante (Belgique), farfouille (Ain) ou vente de garage (québécisme) est un rassemblement populaire au cours duquel des particuliers exposent les objets dont ils n'ont plus l'usage, afin de s'en départir en les vendant aux visiteurs.

## Description

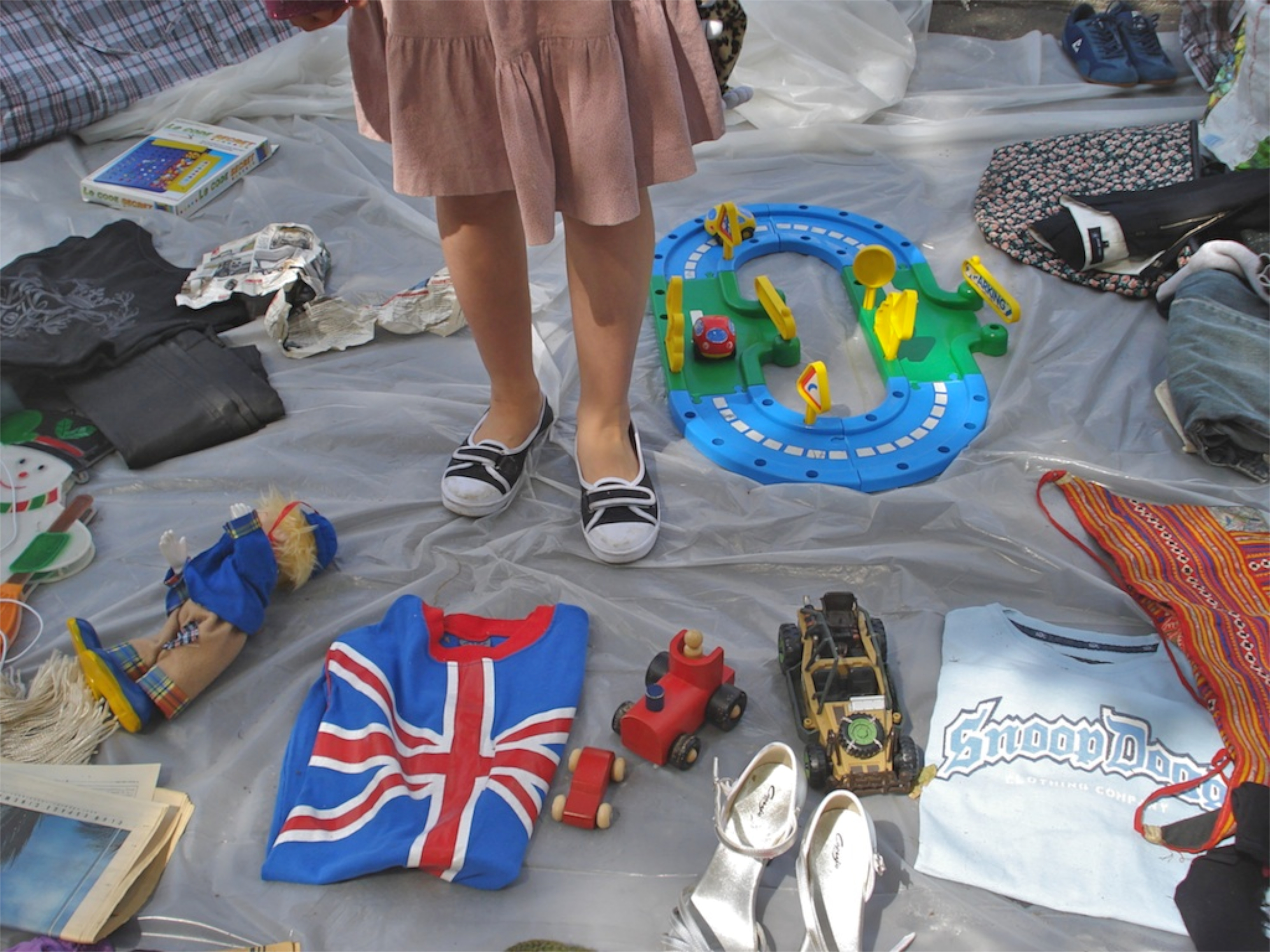
Objets divers proposés par un exposant.

Les vide-greniers peuvent se dérouler aussi bien sur la voie publique que dans des salles des fêtes, salles omnisports, salles polyvalentes, etc. Certaines restrictions peuvent être imposées aux vendeurs (appelés aussi exposants) : alimentaire réservé aux organisateurs, interdiction de ventes d'animaux, d'armes, etc. Les biens proposés sont particulièrement divers : vêtements, livres, vaisselle, jouets, disques, meubles, etc.

### Variantes
- vide-armoire ou vide-dressing : vente consacrée aux vêtements et accessoires d'habillement ;
- vide-maison ou vide-grenier à domicile : parce que réalisé dans les garages ou jardins de particuliers et non sur le domaine public, ils nécessitent une déclaration à la mairie[1] ;
- vide-poussette : vente consacrée aux vêtements et accessoires pour enfants.
- Vide-greniers permanent : stand mis à disposition dans un local ouvert toute l'année (concept arrivé en France en 2016 [2]par l'enseigne Au Vide Grenier et depuis 2019 Timicmac)
- Vide-dressing permanent : penderie mise à disposition dans une boutique classique pour vendre ses vêtements et accessoires de mode (concept arrivé en France en 2021[2] par l'enseigne Vidipi

Les vide-greniers peuvent procurer un appoint financier non négligeable et constituer un travail dissimulé pour des particuliers qui participeraient à un nombre important de manifestations. Le plus souvent, les vide-greniers sont organisés par des associations ou comités de quartier qui perçoivent un droit de participation des exposants, ce revenu est non négligeable pour ces associations, surtout en zone rurale.
Le vide-grenier participe à l'économie circulaire.

## Histoire

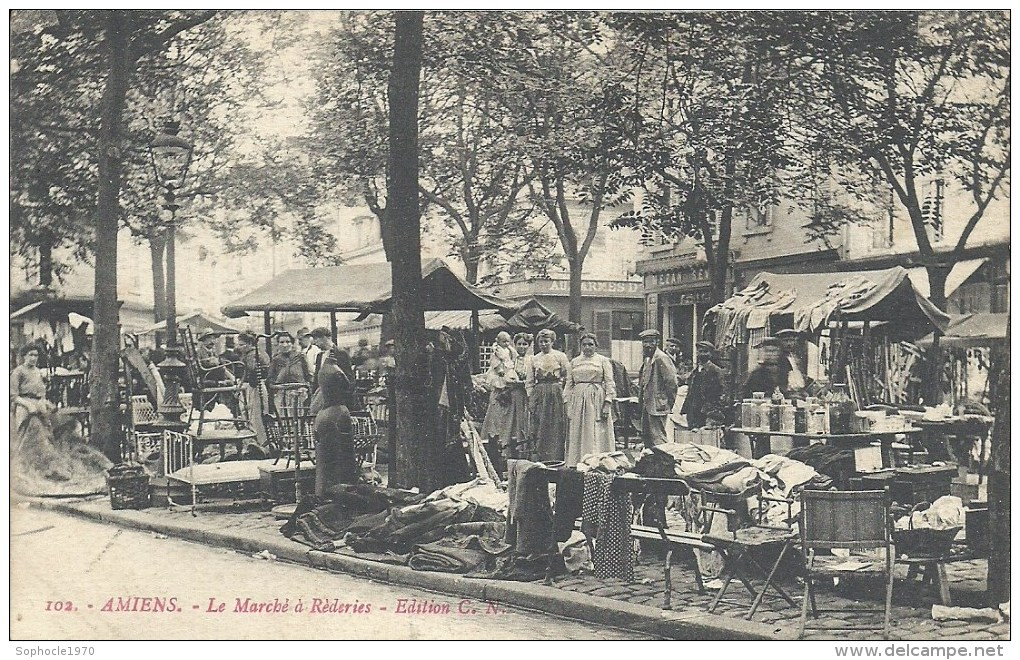
Carte postale ancienne (circa 1910) - Amiens, le Marché à Rèderies.

Un des plus anciens vide-greniers de France est la réderie d'Amiens qui se tenait déjà en 1909 puis disparut après guerre pour renaître en octobre 1963. Elle connaît toujours un grand succès avec près de 2 000 exposants et 80 000 visiteurs pour chacune de ses deux éditions annuelles,.
La plus importante de France, et même d'Europe, se déroule à Lille : la Braderie de Lille, qui a lieu aussi le premier week-end de septembre, elle tire son origine d'une foire du XIIe siècle.
Une des plus anciennes foires à tout de Normandie est celle des Andelys (Eure). Elle se tient régulièrement depuis 1965 le premier week-end de septembre ; elle a son origine dans une foire agricole.

## Rassemblements similaires
Les vide-greniers se différencient des brocantes par le fait que ces dernières accueillent essentiellement des professionnels. De plus, elles sont fréquemment payantes pour les visiteurs. Généralement, les grands amateurs de vide-greniers fréquentent peu ces manifestations professionnelles.
Le phénomène similaire sur internet est communément appelé vide-dressing. Ce sont des plateformes communautaires en ligne qui permettent à toute personne de vendre, échanger ou acheter des articles neufs ou d'occasion.

## Réglementation
En France, les organisateurs doivent faire une demande à la municipalité lorsque la superficie couverte est inférieure à 300 m2 et ce, deux mois avant la manifestation. Pour la demande en mairie il faut faire une demande d'autorisation d'occupation temporaire du domaine public en mairie (ou en préfecture l'événement se déroule à Paris). Cette demande doit être déposée au moins 3 jours ouvrés avant l’événement (2 mois avant pour les vide-greniers et brocantes ayant lieu à Paris). Au-delà d'une superficie de 300 m2 la demande est à faire à la préfecture et ce, trois mois avant le vide-grenier. Les organisateurs doivent compléter au fur et à mesure de l'enregistrement des exposants un registre comportant la liste exhaustive de ceux-ci avec leurs coordonnées (nom, prénom, association si nécessaire, adresse, document d'identité présenté…). Ce registre doit être disponible le jour de la manifestation pour tout contrôle de police et être remis à la préfecture après celle-ci.

## À propos du nom

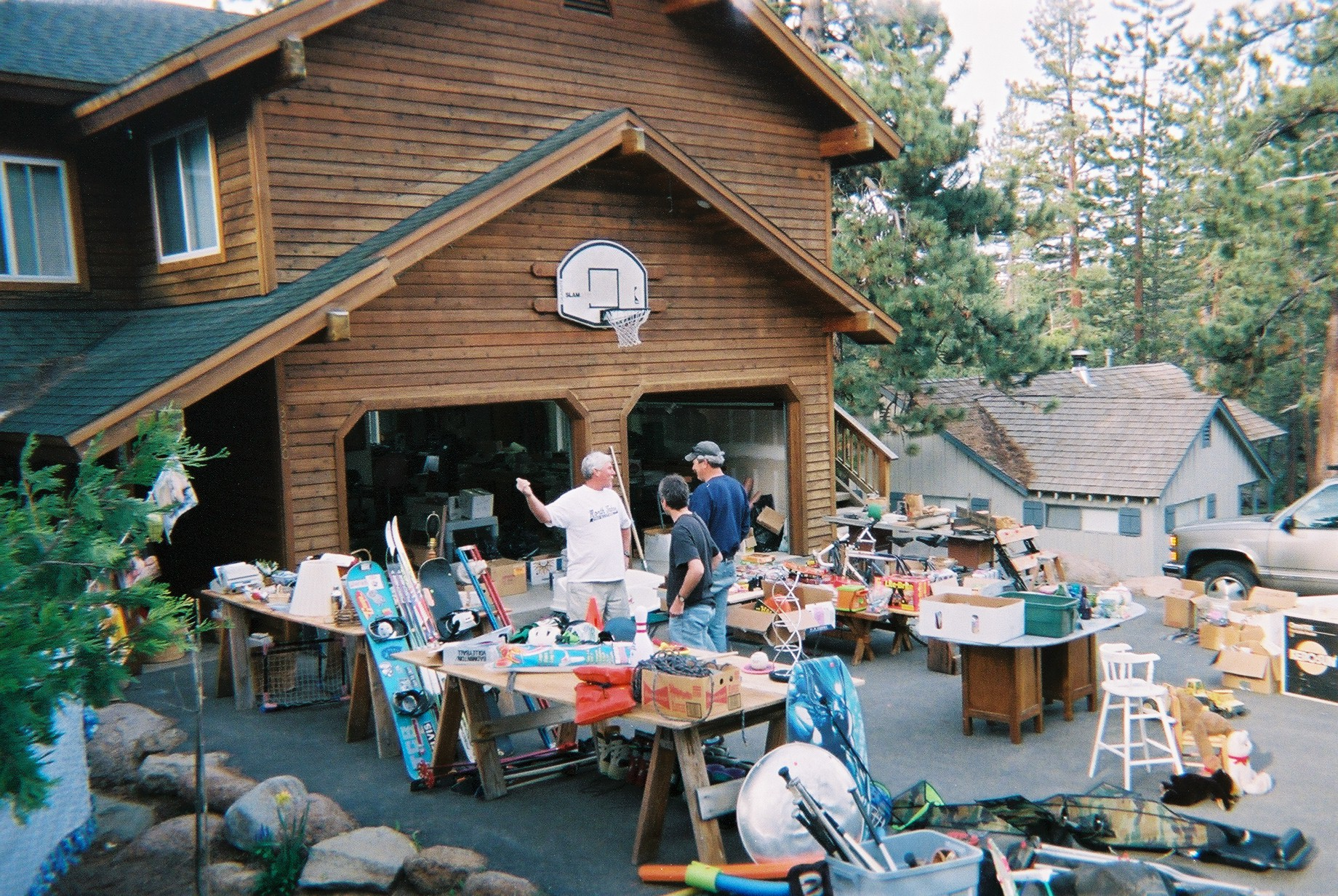
Vide-greniers en Californie.

En France, le nom de vide-greniers vient du fait que les vendeurs sont supposés sortir leurs biens de leur grenier. De même au Québec avec le garage : ces ventes y sont nommées ventes de garage, traduction de l'anglais garage sales (elles se tiennent souvent, quand c'est possible, dans le garage attenant à la maison). D'ailleurs, un documentaire nommé Bric-à-Brac a été réalisé par Martin Guérin au sujet des ventes de garage.
En Picardie, ils sont appelés réderie, qui est à l'origine un mot picard désignant un engouement pour certaines choses, une manie de collectionner certains objets, ou encore l'objet collectionné lui-même. La plupart des communes picardes organise sa réderie au moins une fois par an.
En Normandie, le nom de foire à tout est plus courant ; pratiquement chaque commune organise la sienne.